# MTN Energade/Saison 2010
Dieser Artikel listet Erfolge und Mannschaft des Radsportteams MTN Energade in der Saison 2010 auf.

## Erfolge in der Continental Tour
| Datum       | Rennen                                            | Kat. | Fahrer                      |
| ----------- | ------------------------------------------------- | ---- | --------------------------- |
| 17. Februar | Südafrikanischer Meister – Einzelzeitfahren       | NC   | Kevin Evans                 |
| 17. Februar | Südafrikanischer Meister – Einzelzeitfahren (U23) | NC   | Reinardt Janse van Rensburg |
| 19. Februar | Südafrikanischer Meister – Straßenrennen          | NC   | Christoff van Heerden       |
| 31. Oktober | Ruandischer Meister – Straßenrennen               | NC   | Adrien Niyonshuti           |

## Abgänge – Zugänge
| Zugänge                     | Team 2009       | Abgänge                 | Team 2010                 |
| --------------------------- | --------------- | ----------------------- | ------------------------- |
| Jacobus Venter              | Trek-Marco Polo | Jay Robert Thomson      | Fly V Australia           |
| Dylan Girdlestone           | Neoprofi        | David George            | City Cycling and Athletic |
| Reinardt Janse van Rensburg | Neoprofi        | Hichem Chaabane         | Unbekannt                 |
| Stanley Namanyana           | Neoprofi        | Jupiter Namembo         | Unbekannt                 |
|                             |                 | Ian McLeod (bis 31.07.) | Unbekannt                 |

## Mannschaft
| Name                        | Geburtstag         | Nationalität |
| --------------------------- | ------------------ | ------------ |
| Kevin Evans                 | 6. Juni 1978       | Südafrika    |
| Dylan Girdlestone           | 11. Oktober 1989   | Südafrika    |
| Christoff van Heerden       | 13. Januar 1985    | Südafrika    |
| Juan van Heerden            | 24. September 1986 | Südafrika    |
| Reinardt Janse van Rensburg | 3. Februar 1989    | Südafrika    |
| Stanley Namanyana           | 24. April 1988     | Südafrika    |
| Adrien Niyonshuti           | 2. Februar 1987    | Ruanda       |
| Bradley Potgieter           | 11. Mai 1989       | Südafrika    |
| Jacobus Venter              | 13. Februar 1987   | Südafrika    |